# Seven Seas Mariner
El Seven Seas Mariner es un crucero de lujo operado por Regent Seven Seas Cruises, filial de Norwegian Cruise Line Holdings Ltd. Fue el primer barco del mundo con suites y balcones y fue galardonado como "Barco del año" en 2002 por Ocean and Cruise News. Además, fue la primera en ofrecer cenas del famoso Le Cordon Bleu de París en uno de los restaurantes a bordo. Su proporción de personal por invitado es de 1 a 1,6.
En 2009, Seven Seas Mariner fue noticia cuando rescató a un navegante que dio la vuelta al mundo de un yate averiado al oeste de Nueva Zelanda.
En marzo de 2022, el barco casi fue alcanzado por un tornado cuando partía del puerto de Nueva Orleans. No se reportaron daños ni víctimas.